# ترینچا

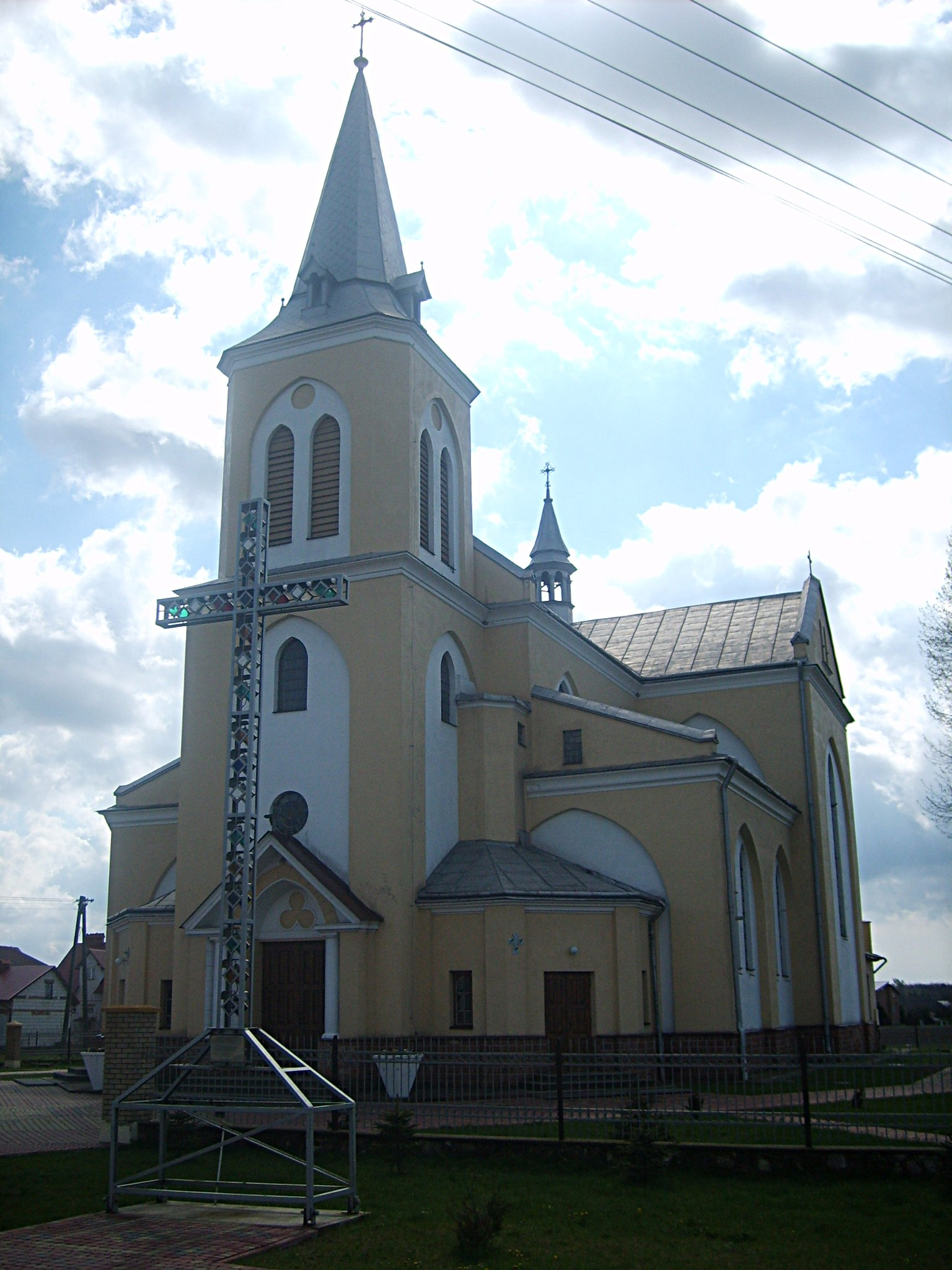
یک کلیسا در منطقه مسکونی ترینچا - ۲۰۰۷

ترینچا (به لاتین: Tryńcza) یک منطقهٔ مسکونی در لهستان است که در Gmina Tryńcza واقع شده‌است.

## خصوصیات
ترینچا ۲٬۰۰۰ نفر جمعیت دارد.